# كوري ماينارد
كوري ماينارد (بالإنجليزية: Corey Maynard)‏ مواليد 7 أكتوبر 1991، هو لاعب كرة سلة أسترالي بدأ مسيرته الاحترافية في سنة 2014 يلعب في الدوري الأسترالي لكرة السلة ويحمل الرقم 1. يبلغ طوله 6 قدم 2 3⁄4 بوصة (1.9 م).

## روابط خارجية
- كوري ماينارد على موقع كلية كرة السلة في سبورتس رفرنس.كوم (الإنجليزية)
- كوري ماينارد على موقع بروبوليرز (الإنجليزية)
- كوري ماينارد على موقع AustralianFootball.com (الإنجليزية)
- كوري ماينارد على موقع AFLtables.com (الإنجليزية)